# Ablució

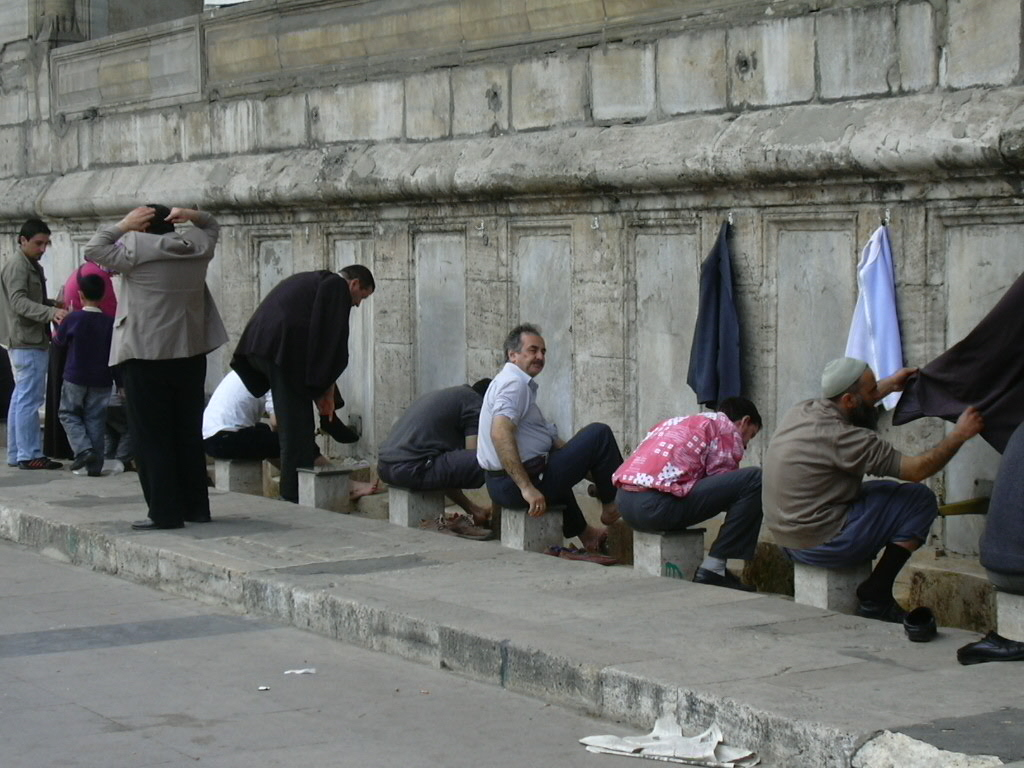
Musulmans practicant ablucions a Istanbul.

Una ablució (del llatí ablutio, ‘purificació’) és la purificació ritual d'algunes parts del cos abans d'un acte religiós. El fet d'utilitzar l'aigua com a símbol purificador és un acte força estès entre diverses creences. És vigent en el judaisme, l'islam i el cristianisme. Altres grans religions també hi recorren, com ara l'hinduisme o el xintoisme.

## En el cristianisme
En el cristianisme, dins la missa, rep aquest nom la neteja del calze després de la comunió que fa el sacerdot. Remou vi i aigua dins un calze per netejar les parets interiors i després el beu, abans de repetir l'acció només amb aigua i eixugar l'interior del recipient.

## En el judaisme
Entre els rituals del judaisme existeix el bany micvé, que consisteix en la immersió total del cos per tal de purificar les persones i objectes impurs, així com els nous conversos (acte que es troba a l'origen del sagrament del baptisme cristià).

## En l'islam
En l'islam, per tal que la pregària sigui agradable a Déu, el creient ha d'estar en estat de puresa ritual (tahara) que s'aconsegueix mitjançant les ablucions (taàwud) (Alcorà 4:43). La puresa ritual no està vinculada a la idea de pecat, com en el cristianisme, sinó que es vincula a tot d'actes lícits i fins i tot necessaris. En l'islam la impuresa es produeix quan el cos elimina substàncies interiors —llevat de la suor—, ja que aquestes. dins del cos, han patit un procés de transformació que les fa impures. En aquest sentit, es perd l'estat de puresa després de tenir relacions sexuals, després de qualsevol efusió de semen —voluntària o no— i durant i després de cada menstruació; en aquests casos es produeix una impuresa greu o major (janaba). El contacte amb cadàvers, amb certes coses (vi, porc o vísceres d'animals il·lícits) o amb persones considerades impures, així com amb fluids fruit de les necessitats corporals pròpies —femta, orina, ventositats i el fet mateix de tocar-se el sexe—, de la mateixa manera que haver dormit —equiparat a una mort temporal—, generen impuresa considerada menor (hadath).
Per corregir-ho, cal fer ablucions que poden ser parcials o menors (wudú) o totals o majors (ghusl), segons el grau d'impuresa en què es trobi el fidel. El ghusl consisteix en la neteja total del cos amb aigua, incloent cabells i barba, si escau. El wudú consisteix a rentar-se tres vegades les mans, la cara, el cap, els braços fins als colzes i els peus fins als turmells (Alcorà 5:6), pràctiques a les quals la tradició adjunta o recomana la neteja de les narius, furgar-se les orelles i glopejar aigua, sempre tres cops, així com desembullar-se la barba; en tots els casos es comença sempre pel membre dret. La tradició també recomana invocar el nom de Déu (bàsmala) abans de l'ablució per completar-la.
Si el devot no pot disposar d'aigua per fer les ablucions menors, pot recórrer al tayàmmum, ablució en què la sorra, una pedra o la pols del propi vestit pot substituir l'aigua. En aquest cas, el musulmà s'hi fregarà les mans i les passarà per la casa i els avantbraços.
A més de trobar-se en estat de puresa ritual, la pregària cal realitzar-la en un espai sacralitzat mitjançant la purificació, que s'aconsegueix purificant-lo amb aigua i pronunciant la fórmula consagrada a la conjuració de la mala sort, coneguda com a bàsmala —la mesquita, tanmateix, és per definició un espai sagrat i, per tant, no cal que sigui purificat.